# 叙布利尼
叙布利尼（法語：Subligny，法語發音：[sybliɲi]）是法国勃艮第-弗朗什-孔泰大区约讷省的一个市镇，属于桑斯区。

## 地理
叙布利尼（48°10'1"N, 3°12'12"E）面积7.88 平方千米，位于法国勃艮第-弗朗什-孔泰大區约讷省，该省份为法国中北部内陆省份，西接卢瓦雷省，西北接塞纳-马恩省，南至涅夫勒省，东临科多尔省，东北与奥布省接壤。
与叙布利尼接壤的市镇（或旧市镇、城区）包括：纳伊、科勒米耶、富谢尔、帕龙、栋达格尔新城、维勒鲁瓦。

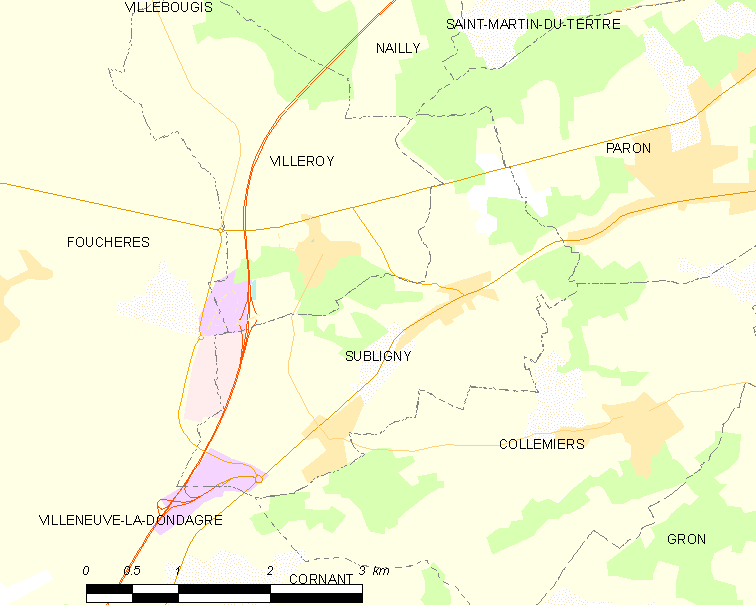
叙布利尼的OSM定位图

叙布利尼的时区为UTC+01:00、UTC+02:00（夏令时）。

## 行政
叙布利尼的邮政编码为89100，INSEE市镇编码为89404。

## 政治
叙布利尼所属的省级选区为勃艮第地区加蒂奈县。

## 人口

1962-2008年间叙布利尼人口变化图示

叙布利尼于2022年1月1日时的人口数量为520人。